# Právní akt Evropské unie
Právní akt Evropské unie (do účinnosti Lisabonské smlouvy sekundární komunitární právní akt či sekundární evropské právo) směřuje k zajištění výkonu pravomocí Evropské unie. Může jít o nařízení, směrnici, rozhodnutí, doporučení nebo stanovisko. Základem, rámcem a hranicí pro právní akty EU jsou právní předpisy zahrnuté do tzv. primárního evropského práva.
Výčet právních aktů Unie a jejich definice se nachází v ustanovení čl. 288 Smlouvy o fungování Evropské unie.